# 今井村 (静岡県)
今井村（いまいむら）は静岡県の西部、豊田郡・磐田郡に属していた村である。
東名高速道路袋井インターチェンジの西側、おおむね太田川左岸にあたる。

## 地理
- 河川 ：太田川

## 歴史
- 1889年（明治22年）4月1日 - 町村制の施行により、深見村、太田村［大部分］、延久村、横井村、徳光村、小山村、向笠新屋村［一部］が合併して豊田郡今井村が発足。
- 1896年（明治29年）4月1日 - 郡制の施行により所属郡が磐田郡に変更。
- 1954年（昭和29年）11月3日 - 袋井町に編入。同日今井村廃止。